# Voděrádky
Voděrádky (německy Klein Wodierad) jsou vesnice v okrese Praha-východ, součást obce Říčany. Je zde evidováno 62 adres. 

## Poloha
Voděrádky leží necelý kilometr jihozápadním směrem od okraje Říčan asi asi 2 km od centra města, a jsou s nimi spojeny na severozápadě vsi silnicí II/101. Obcí protéká Vinný, respektive Pitkovický potok, který se v Křeslicích vlévá do Botiče.

## Historie

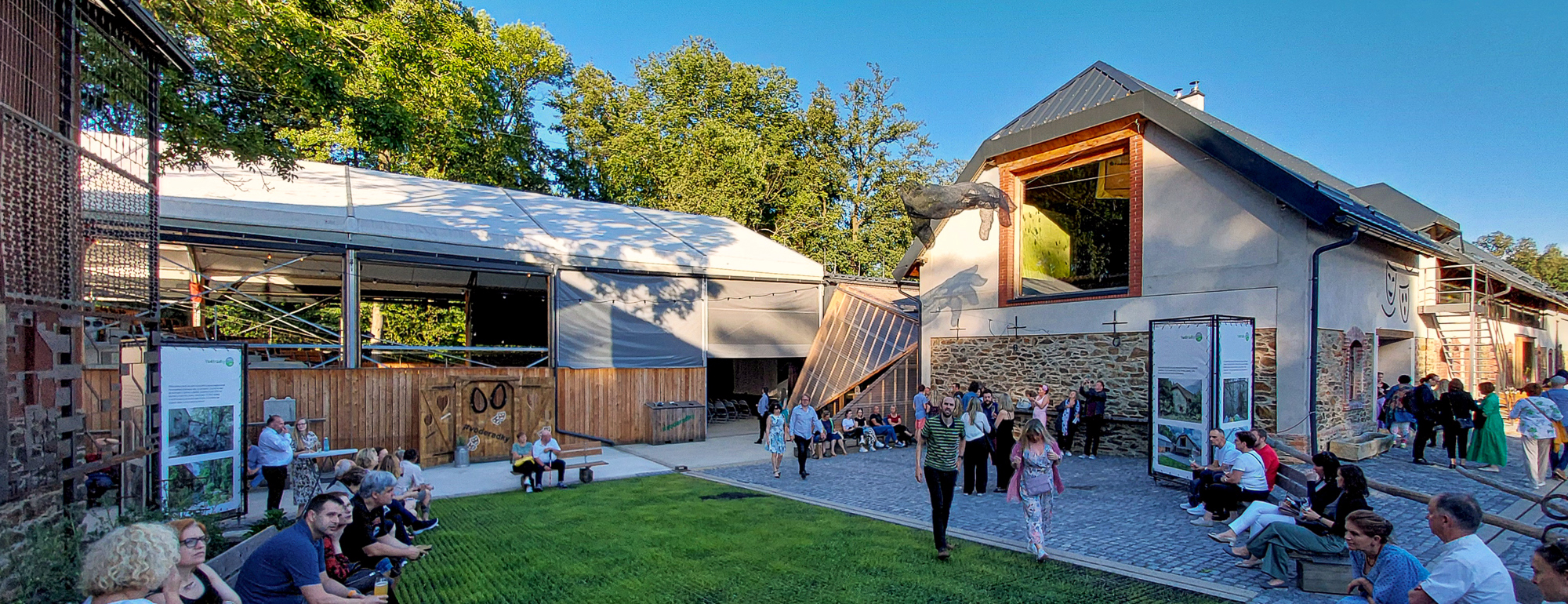
Voděrádky, letní scéna na statku

Starší názvy v písemných dokumentech jsou Woydirat, Woderady, Wodierady, Oděrady, apod. V 19. století se obec Voděrady přejmenovala na Voděrádky, kvůli odlišení od Černých Voděrad.
První zmínka o Voděrádkách (Woydirat), tehdy jako součást hradu Kostelec nad Sázavou, je z roku 1360. Do kosteleckého majetku náležely Voděrádky (Woderady) až do roku 1443, kdy přešly do majetku statku Kuří, zatímco část vsi již v roce 1436 získal řád Maltézských rytířů na Uhříněvsi.
V držení Voděrádek se pak vystřídalo několik majitelů, např. Jan z Kunvaldu, Staré Město pražské, Remspergerové, roku 1579 je získal Jaroslav I. Smiřický ze Smiřic, poté do uhříněveského panství vévodkyně Marie Terezie Savojské.
V obci se nacházel dnes již neexistující přízemní zámeček s mansardovou střechou.
V ulici K Mejtu vznikl v bývalém zemědělském družstvu multifunkční prostor s letní divadelní scénou.

## Fotogalerie

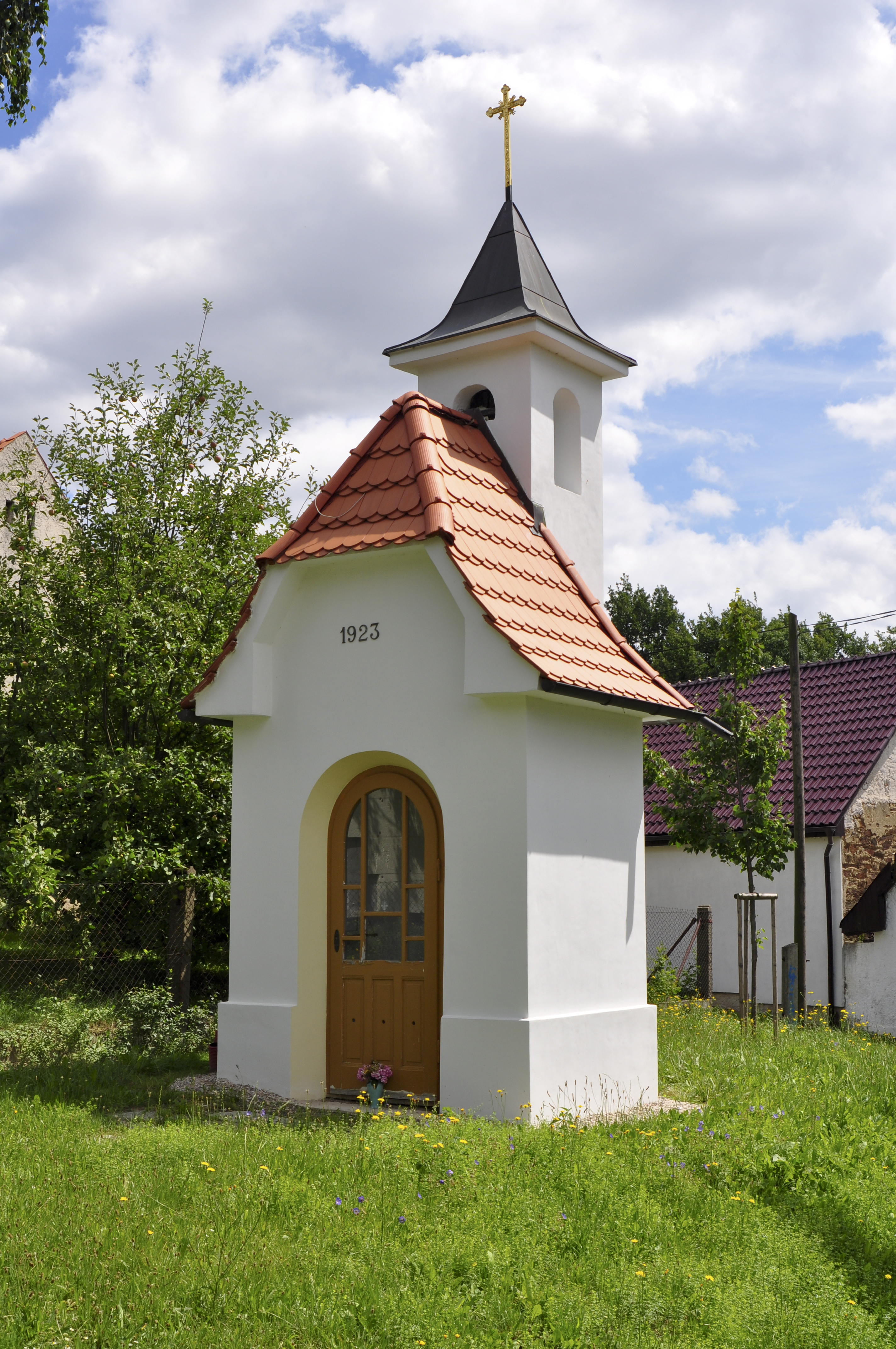
Kaplička
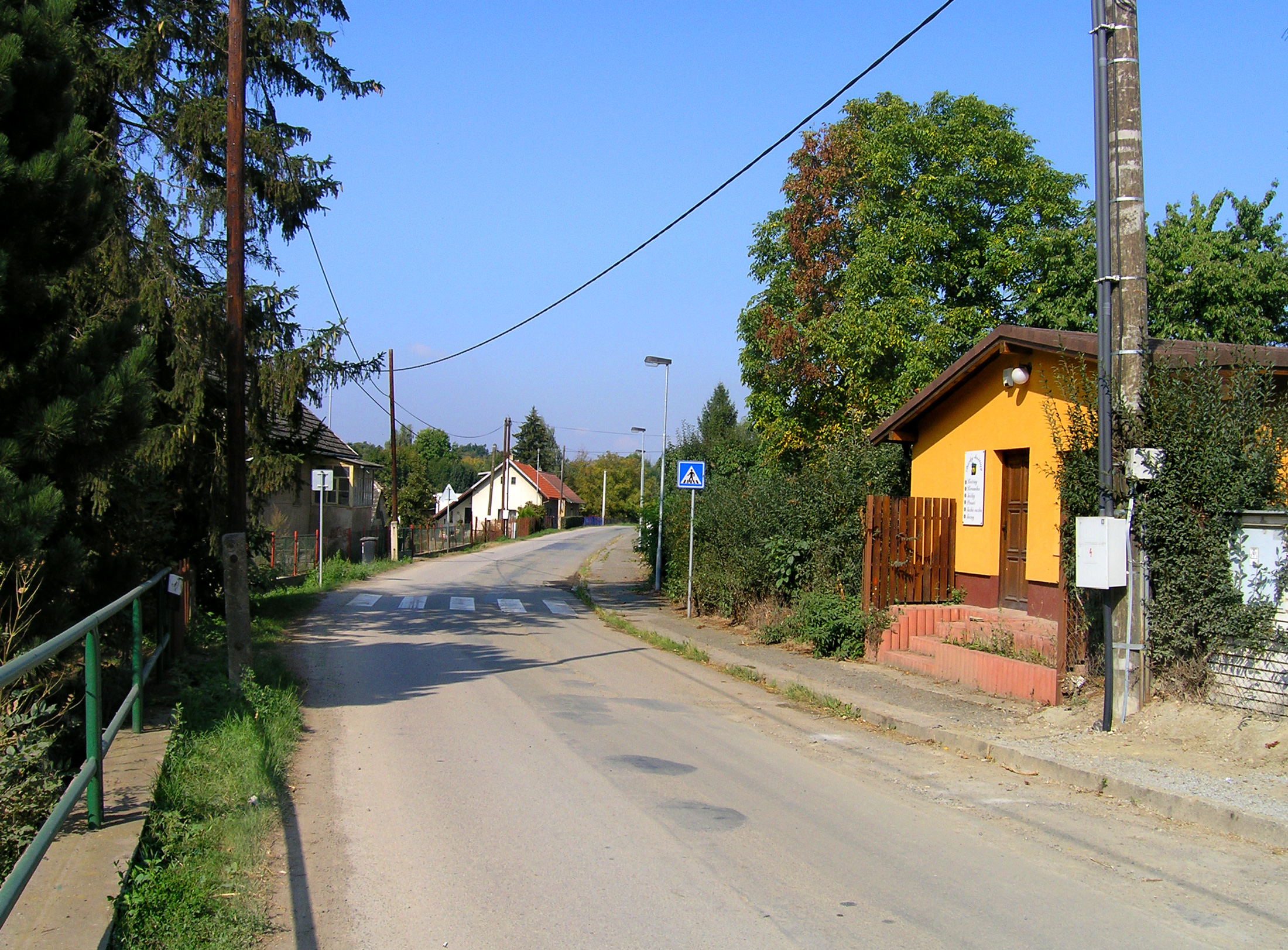
Krabošická ulice